# Suze Randall
Pour les articles homonymes, voir Suze (homonymie) et Randall.
 (mars 2023).
Si vous disposez d'ouvrages ou d'articles de référence ou si vous connaissez des sites web de qualité traitant du thème abordé ici, merci de compléter l'article en donnant les références utiles à sa vérifiabilité et en les liant à la section « Notes et références ».
Suze Randall, née le 18 mai 1946 dans le Worcestershire (Angleterre) au Royaume-Uni, est un ancien mannequin, une réalisatrice et productrice de films pornographiques et érotiques et une photographe de nu britannique.
C'est une des grandes figures de la photographie érotique contemporaine.

## Biographie

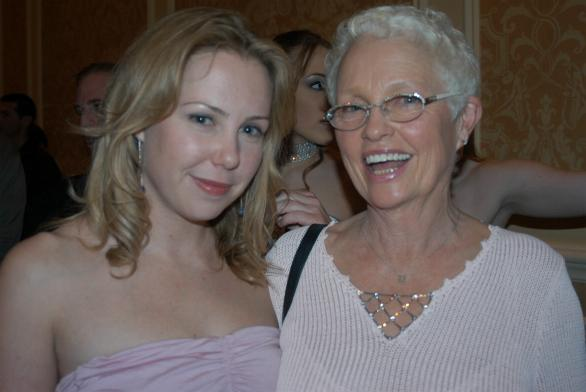
Suze Randall et sa fille Holly Randall en 2005.

Suze Randall travaille d'abord comme infirmière au St George's Hospital de Londres. C'est en répondant à une annonce qu'elle devient mannequin de nu au début des années 1970. Elle est alors remarquée par plusieurs photographes érotiques. Elle joue aussi une jeune fille au pair dans L'Amour l'après-midi d'Éric Rohmer.
Après avoir travaillé pour des magazines érotiques prestigieux tels Penthouse ou Playboy, elle devient photographe indépendante. Son travail est surtout axé sur le BDSM.
Suze Randall accède à la célébrité lorsqu'elle repère la pin-up Lillian Müller et la photographie pour Playboy. Lillian Müller est choisie comme « playmate du mois » en août 1975 puis comme « playmate de l'année » en 1976. Pour Playboy, Randall ne réalise le dépliant central que d'une seule autre playmate : Mesina Miller, miss septembre 1975. Dans un magazine de la même année, Suze est à la fois devant et derrière l'objectif.
Entre 1975 et 1977, elle est photographe chez Playboy puis entre 1977 et 1979 chez Hustler. Plus tard, elle fournit de nombreuses photographies pour le titre de Pet of the Month décerné par le magazine Penthouse dont des séries sur Aria Giovanni, Alexus Winston, Lanny Barbie, Stormy Daniels, Sunny Leone, Lexus Locklear, Lilly Ann, Sylvia Saint, Zdenka Podkapova, Elizabeth Hilden, Tera Patrick, Julie Strain, Racquel Darrian, Aimee Sweet, Victoria Zdrok ou encore Veronika Zemanová. Elle a également immortalisé Rita Faltoyano, Nikki Nova, Jelena Jensen, Julia Hayes, Crissy Moran (en), N'J de Bahia ,Melissa Lauren, Patricia Ford, Taylor Wane, Jewel De'Nyle, Lea Martini, Adriana Sage, Briana Banks, Rebecca Lord, Sunset Thomas, Devon Michaels, Aria Giovanni, etc.
Suze Randall travaille également avec des musiciens : elle a fait des photographies pour les disques de Peter Hook du groupe New Order ou encore pour Robert Palmer. Elle produit également des films érotiques ou pornographiques par le biais du studio qui porte son nom.
Suze Randall est mariée à Humphry Knipe, mort en janvier 2023. Ils ont trois enfants dont une fille, Holly Randall, née le 5 septembre 1978, elle-même photographe dans les domaines érotique et pornographique.

## Distinctions
- 2007 : XRCO Hall of Fame — Film Creators
- 1999 : AVN Hall of Fame